# Khok Si Suphan (huyện)
Khok Si Suphan (tiếng Thái: โคกศรีสุพรรณ) là một huyện (amphoe) của tỉnh Sakon Nakhon, đông bắc Thái Lan.

## Lịch sử
Tiểu huyện (king amphoe) đã được lập ngày 5 tháng 5 năm 1981, khi ba tambon Tong Khop, Lao Phon Kho và Dan Muang Kham được tách ra từ Mueang Sakon Nakhon. Đơn vị này đã được nâng cấp thành huyện ngày 9 tháng 5 năm 1992.

## Địa lý
Các huyện giáp ranh (từ phía nam theo chiều kim đồng hồ) là: Tao Ngoi, Mueang Sakon Nakhon và Phon Na Kaeo của tỉnh Sakon Nakhon, Wang Yang và Na Kae của tỉnh Nakhon Phanom.
Dân cư ở đây chủ yếu là người Phu Thai và Nyaw.

## Hành chính
Huyện này được chia thành 4 phó huyện (tambon), các đơn vị này lại được chia ra thành 52 làng (muban). Không có khu vực đô thị, có 4 Tổ chức hành chính tambon.
| STT. | Tên            | Tên Thái  | Số làng | Dân số |  |
| ---- | -------------- | --------- | ------- | ------ |  |
| 1.   | Tong Khop      | ตองโขบ    | 17      | 12.273 |  |
| 2.   | Lao Phon Kho   | เหล่าโพนค้อ | 11      | 5.769  |  |
| 3.   | Dan Muang Kham | ด่านม่วงคำ  | 11      | 7.029  |  |
| 4.   | Maet Na Thom   | แมดนาท่ม   | 13      | 8.646  |  |